# مايكل دوغلاس غريفين
مايكل دوغلاس غريفين (بالإنجليزية: Michael D. Griffin) (ولد في 1 نوفمبر 1949 في أبردين، ماريلاند) هو فيزيائي ومهندس فضاء أمريكي، شغل منصب مدير وكالة ناسا من 13 أبريل 2005 حتى 20 يناير 2009.

## روابط خارجية
- مايكل دوغلاس غريفين على موقع الموسوعة البريطانية (الإنجليزية)
- مايكل دوغلاس غريفين على موقع مونزينجر (الألمانية)
- مايكل دوغلاس غريفين على موقع إن إن دي بي (الإنجليزية)